# William Clarke (cầu thủ bóng đá)
William Clarke (fl. 1898–99) là một cầu thủ bóng đá người Anh ghi 7 bàn thắng trong 35 lần ra sân ở Football League thi đấu cho Lincoln City ở vị trí inside left.